# Heilige Kruisvindingkerk (Rotterdam)
De Heilige Kruisvindingkerk is een rooms-katholiek kerkgebouw aan de Beukendaal 2 in Rotterdam.

## Stichting parochie en bouw van de kerk
De wijk Tuindorp Vreewijk in Rotterdam-Zuid werd vanaf begin jaren 1900 gebouwd. In de eerste jaren hoorden de katholieke Vreewijkers bij de parochie van de Sint-Franciscus van Assisikerk in de Afrikaanderbuurt. Deze kerk stond echter op grote afstand van Vreewijk en door een groeiend aantal katholieken werd het noodzakelijk een eigen kerk in Vreewijk te stichten. In 1922 werd de Orde van het Heilig Kruis, de paters Kruisheren, verzocht om het beheer van de nieuwe parochie op zich te nemen. Pater W. Mulder O.S.C. werd aangewezen als rector voor de parochie in oprichting. 
Er werd een hulpkerk van de Franciscusparochie gebouwd aan de Enk 142. De kerk had 300 zitplaatsen en was in het voorjaar van 1922 gereed. Op 9 april van dat jaar werd de eerste mis gehouden. Op 23 augustus 1923 werd de parochie Heilige Kruisvinding officieel opgericht en werd de hulpkerk verheven tot parochiekerk. Rector Mulder werd de eerste pastoor van de nieuwe parochie.
De parochie kocht een stuk grond voor de bouw van de definitieve kerk en een aanpalend klooster voor de paters. Hier werd begin 1926 mee gestart. Terwijl de eerste muren al gebouwd waren werd de symbolische eerste steen gelegd op 3 mei 1926, de katholieke feestdag van de Heilige Kruisvinding, die volgens de overlevering exact 1600 jaar daarvoor had plaatsgevonden. De bouw van de kerk kostte fl. 325.000,-. Begin 1927 was het gebouw gereed en op 23 februari van dat jaar werd de kerk voor de eerste mis ingewijd door J.W. van Heeswijk, de deken van Rotterdam. Op 3 mei volgde de plechtige consecratie van de kerk door bisschop Callier.

## Architectuur
Het ontwerp was van de Rotterdamse architect H.P.J. de Vries. Het is een driebeukige kerk in traditionalistische stijl. Het schip van de kerk is 55 meter lang en 22 meter breed. De nok van het middenschip is 17 meter hoog. Het brede middenschip steunt op 12 granieten zuilen en wordt verlicht door grote rondboogvensters, negen aan beide zijden. Het priesterkoor is 10 meter breed en 9,5 meter diep.
De klokkentoren aan de westzijde is 30 meter hoog. Aan de voorzijde is een groot rozetvenster aangebracht dat de achterliggende koorzolder verlicht. In de toren hangen twee klokken; de 950 kilo zware Odiliaklok en de 675 kilo zware Fatimaklok. De oorspronkelijke Odiliaklok uit 1927 werd in oktober 1943 door de Duitse bezetter gevorderd en in 1947 vervangen door de huidige klok. De Fatimaklok werd in 1949 toegevoegd.
De Vries was ook verantwoordelijk voor het ontwerp van de beide kloosters en de school die naast en achter de kerk werden gebouwd.

## Huidig gebruik
De paters Kruisheren bleven tot 1985 verbonden aan de Kruisvindingparochie. In 2004 fuseerde de parochie met de Doortochtparochie in de Heilige Drie-Eenheidparochie, waar de Kruisvindingkerk tot op heden in gebruik is. De kerk en het voormalige klooster aan de Beukendaal zijn aangewezen als gemeentelijk monument.

## Interieur
Boven de 12 zuilen in het middenschip zijn mozaïeken aangebracht met afbeeldingen van de 12 apostelen. Deze mozaïeken zijn waarschijnlijk aan het einde van de jaren 1940 gemaakt door de Haarlemse kunstenaar Lambert Lourijsen. De kerkvloer heeft verschillende motieven, waaronder een doolhof met de symbolische Alpha en Omega. De motieven zijn gelegd met zwarte en grijze tegels die werden gemaakt door de firma Villeroy & Boch.
Achter in het priesterkoor stond oorspronkelijk een rijkelijk versierd marmeren hoofdaltaar. Bij kerkvernieuwing na het Tweede Vaticaans Concilie werd het echter verwijderd, samen met de communiebanken en de marmeren kansel. Van het hoogaltaar is alleen de door firma Lips gebouwde tabernakelkast bewaard gebleven. Dit tabernakel staan nu rechts van het moderne altaar. In het priesterkoor bevinden zich aan beide zijden gebrandschilderde ramen, die in 1949 werden geplaatst. Op een raam wordt de Heilige Eucharistie uitgebeeld, op de ander Onze-Lieve-Vrouw van Fátima. De ramen werden gemaakt door glazenier en kunstenaar Louis de Swart uit Breda. Aan de rechterzijde van het priesterkoor is een altaar gewijd aan de heilige Odilia van de Elzas. Links naast het priesterkoor ligt de voormalige zusterkapel, die een directe verbinding had met het achter de kerk gelegen zusterklooster aan de Dalweg. Deze ruimte wordt tegenwoordig als dagkapel gebruikt. 
Het oorspronkelijke orgel stond achterin in de kerk op het oksaal. Dit orgel werd in 1941 en 1970 vervangen. Dit orgel werd in 1975 op de vrijgekomen plaats van het hoogaltaar in het priesterkoor geplaatst. Het huidige orgel is in 1965 gebouwd door de firma Adema-Schreurs voor de Onze-Lieve-Vrouw van Zeven Smartenkerk in Amsterdam. Nadat deze kerk werd gesloten werd het orgel in 1994 overgebracht naar de Kuisvindingkerk.
Aan westelijke zijde van de kerk ligt aan de noordelijke kant de doopkapel met een witmarmeren doopvont en gebrandschilderde ramen die het Doopsel uitbeelden. Aan de zuidelijke zijde is de devotiekapel voor Maria. Hier staat een Mariabeeld dat afkomstig is uit de Onze Lieve Vrouw van Lourdeskerk op het Noordereiland. Deze kerk werd in mei 1940 verwoest, maar het Mariabeeld bleef daarbij ongeschonden. Dit wordt wel het wonder van het Noordereiland genoemd. Het beeld werd vervolgens in de Martelaren van Gorcumkerk aan het Stieltjesplein geplaatst en nadat deze kerk in 1972 werd gesloten, werd het overgebracht naar de Kruisvindingkerk. Een gedenksteen van dit feit waarop ook de namen van de in de oorlog omgekomen katholieken staan, is eveneens uit de Stieltjeskerk overgebracht en hangt nu in de Doopkapel.

## Scholen
Bij de oprichting van de parochie werd ook direct gestart met het stichten van de benodigde katholieke scholen in Vreewijk.
Architect Jos Margry bouwde een scholencomplex waar de Sint-Odiliaschool voor meisjes en de Theodorus de Cellesschool voor jongens werden gevestigd. Dit complex werd in maart 1927 in gebruik genomen. Nadat de Odiliaschool in 1929 verhuisde werd in dit complex de Heilig Hartschool van jongens gevestigd. Beide jongensscholen werden geleid door de Broeders van Oudenbosch.
In oktober 1929 werd een tweede schoolgebouw in gebruik genomen aan de Dalweg, achter de kerk. Dit gebouw was ontworpen door H.P.J. de Vries.
De Sint-Odiliaschool verhuisde hiernaartoe en de nieuwe Sint-Helena werd hier ook gevestigd. De meisjesscholen werden geleid door de Zusters van de Choorstraat.